# Вількшиці
Вількшиці (пол. Wilkszyce) — село в Польщі, у гміні Ґощанув Серадзького повіту Лодзинського воєводства.
Населення — 150 осіб (2011).
У 1975-1998 роках село належало до Серадзького воєводства.

## Демографія
Демографічна структура станом на 31 березня 2011 року:
|          | Загалом | Допрацездатний вік | Працездатний вік | Постпрацездатний вік |
| -------- | ------- | ------------------ | ---------------- | -------------------- |
| Чоловіки | 78      | 21                 | 44               | 13                   |
| Жінки    | 72      | 21                 | 33               | 18                   |
| Разом    | 150     | 42                 | 77               | 31                   |